# Rio Cumbuca
O rio Cumbuca  é um curso d'água cuja maior parte está localizada no Parque Municipal de Mucugê na Chapada Diamantina, na cidade brasileira de Mucugê, região central da Bahia, fazendo parte da bacia do Alto Paraguaçu, na Serra do Sincorá, com trechos também no Parque Nacional da Chapada Diamantina onde é "um dos principais atrativos eco-turísticos".
Em seu leito está a pequena cachoeira do Tiburtino, que é uma das principais atrações do Parque Municipal. Seu leito rochoso (de arenito rosado da denominada geologicamente "Formação Tombador") tem o trecho onde está essa queda d'água pouco inclinado. Tem seu curso no sentido sul-norte.
O rio tem grande importância histórica pois foi nele que foram encontrados os primeiros diamantes, no século XIX, e o lugar onde essa pedra foi mais extraída durante todo o período minerador, não somente na Chapada que leva o nome da joia, como em todo o estado baiano.
Ao singrar pelo Sincorá o Cumbuca abre cânions e forma corredeiras, assim como seus afluentes, os rios Mucugê e Piabinha, formando no caminho piscinas naturais (chamadas localmente de "poços") e quedas d'água. A vegetação predominante em suas margens é do tipo rupestre, mais arbustiva.